# 그리스 국립도서관

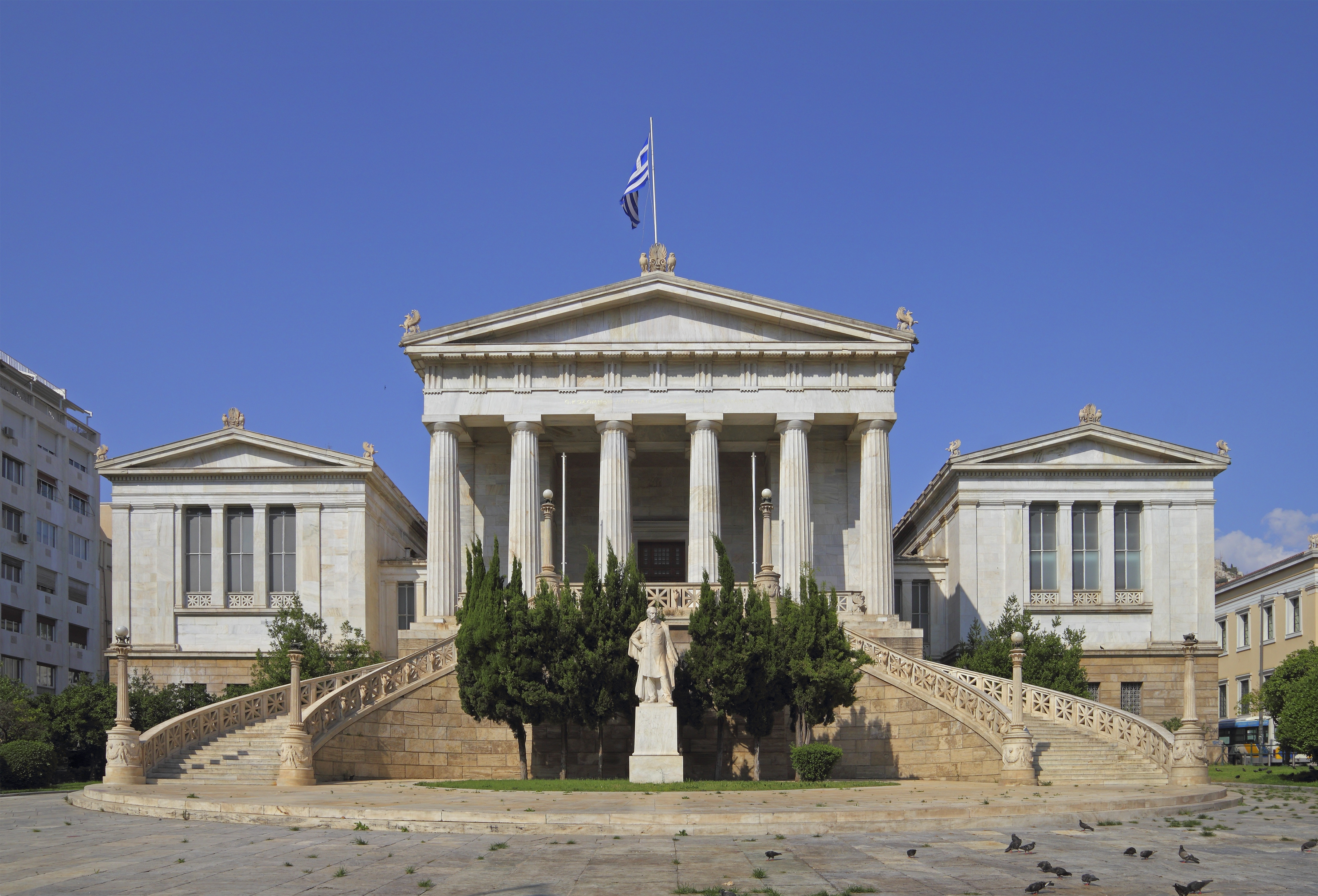
그리스 국립도서관

그리스 국립도서관(그리스어: Εθνική Βιβλιοθήκη)은 그리스 아테네에 위치한 국립도서관이다.